# Margaret Okayo
Margaret Okayo, także Margareth Okayo (ur. 30 maja 1976 w Masaba) – kenijska lekkoatletka, biegaczka długodystansowa.
Piąta zawodniczka igrzysk Wspólnoty Narodów w biegu na 10 000 metrów (1998). Rok później zajęła 14. miejsce na mistrzostwach świata w półmaratonie.
Nie ukończyła biegu maratońskiego podczas igrzysk olimpijskich w Atenach (2004).
Wielokrotnie zwyciężała w prestiżowych biegach maratońskich, m.in. w Nowym Jorku (2001 i 2003), Bostonie (2002) i Londynie (2004).
Medalistka mistrzostw Kenii.

## Rekordy życiowe
- Półmaraton – 1:07:23 (2003)
- Bieg maratoński – 2:20:43 (2002)